# Stade de la République
Ne doit pas être confondu avec Stadionul Republican.
Le Stadionul Republicii (français : Stade de la République) était un stade omnisports situé dans la ville de Bucarest, la capitale de la Roumanie. Entre 1926, date de la première construction, et les années 1980, l'emplacement connait deux stades différents et des noms multiples. Le Stadionul Republicii est le nom le plus récent de l'enceinte.
La capacité du stade varie de 28 000 à plus de 40 000 spectateurs et accueille notamment quarante-six de match de l'équipe de Roumanie de football.

## Histoire

### Stadionul Oficiul Naţional de Educaţie Fizică (1926-1936)
Le stade initial est construit en 1926 et inauguré le 9 mai 1926 lors d'un match de rugby à XV entre l'équipe de Roumanie et une équipe de l'armée française. Il porte le nom de Stadionul Oficiul Naţional de Educaţie Fizică, couramment abrégé en Stadionul ONEF (français : Stade de l'Office nationale de l'éducation physique, (français : Stade ONEF)). L'enceinte, d'une capacité de 28 000 places, est considéré comme le premier stade moderne du pays et est le second à disposer d'un éclairage de nuit.

### Stadionul Regele Carol II (1937)
Durant une année, le stade porte le nom de Stadionul Regele Carol II (français : Stade roi Carol II).

### Stadionul Agenţia Naţională de Educaţie Fizică (1938-1942)
En 1938, l'enceinte change de nom pour Stadionul Agenţia Naţională de Educaţie Fizică, abrégé en Stadionul ANEF (français : Stade de l'Agence nationale de l'éducation physique, (français : Stade ANEF)). Durant la Seconde Guerre mondiale, en 1942, le stade est détruit par un incendie.

### Stadionul Republicii (1948-années 1980)
Le Stadionul Republicii est construit en 1948 à l'emplacement de l'ancien stade. À la suite de diverses rénovations, la capacité atteint le nombre supérieur à 40 000 places.
Durant les années 1980, il est prévu de démolir l'enceinte car elle se situe trop près de la maison du Peuple (roumain : Casa Poporului) de Nicolae Ceaușescu et d'y construire un héliport. Le projet d'héliport ne voyant jamais le jour mais le stade étant déjà bien endommagé, l'emplacement sert actuellement de garage souterrain aux députés roumains, la maison du peuple étant devenue le Palais du Parlement où siège la chambre des députés et le Sénat.

## Compétitions sportives

### Équipe de Roumanie de football
Le premier match de l'équipe de Roumanie de football se tient le 10 mai 1927 contre la Yougoslavie. Sous le nom de stade ONEF, la nation y dispute vingt matchs, majoritairement dans le cadre de la Coupe des Balkans des nations. Le match Roumanie - Yougoslavie comptant pour la phase qualificative de la Coupe du monde 1934 s'y déroule également et se solde sur une qualification de l'équipe roumaine.
Trois matchs de l'équipe de Roumanie se déroulent durant la période du stade roi Carol II puis dix matchs sous le nom de stade ANEF.
Le Stadionul Republicii accueille l'équipe nationale roumaine de 1948 à 1953 majoritairement pour des matchs amicaux. La rencontre Roumanie - Bulgarie du 28 juin 1953 comptant pour la phase qualificative de la Coupe du monde 1954 est le dernier match de la Roumanie en tant que stade d'accueil principal puis quatre matchs sont disputés en 1966, 1968, 1971 et 1972. Le dernier match en date de l'équipe roumaine est un match amical Roumanie - Pérou, le 23 avril 1972.

### Athlétisme
L'enceinte accueille également des compétitions d'athlétisme. Certains records du monde ou d'Europe y sont établis avec ceux de Iolanda Balaș en saut en hauteur ou d'Henk Visser en saut en longueur.